# 石原信雄
石原 信雄（いしはら のぶお、1926年〈大正15年〉11月24日 - 2023年〈令和5年〉1月29日）は、日本の官僚。内閣官房副長官（在任 1987年 - 1995年）。位階は正三位。財務官僚で元内閣府審議官の石原一彦は長男。

## 経歴・人物
自治省官僚時代に自治医科大学（1972年創立）の開学に関わった。東京都知事選挙落選後は、大宮操車場跡地ほか（現・さいたま新都心）への10省庁18機関の移転にも関わった。また、埼玉県さいたま市の合併・政令指定都市移行にも関わり、平成の大合併では講演会や顧問などの形で様々な市町村合併にも関わった。
- 1926年（大正15年）：群馬県佐波郡剛志村（現在の伊勢崎市境町）に生まれる[3]。
- 旧制群馬県立太田中学校（現在の群馬県立太田高等学校）、桐生高等工業学校（現在の群馬大学工学部）中退、旧制第二高等学校（現在の東北大学教養部）を卒業。
- 1952年（昭和27年）：東京大学法学部第3類（政治コース）卒業後[4]、地方自治庁（現在の総務省）入庁。茨城県総務部総務課事務吏員。
- 1953年（昭和28年）7月：自治庁財政部財政課[5]。
- 1956年（昭和31年）8月：鹿児島県総務部広報文書課長に就任。
- 1959年（昭和34年）1月：鹿児島県総務部財政課長に就任。
- 1960年（昭和35年）
  - 6月：自治庁財政局財政課長補佐に就任。
  - 7月：自治省財政局財政課長補佐に就任。
- 1967年（昭和42年）
  - 4月：岡山県商工部長に就任。
  - 8月：岡山県企画部長に就任。
- 1968年（昭和43年）12月：岡山県総務部長に就任。
- 1970年（昭和45年）11月：自治省税務局市町村税課長に就任。
- 1972年（昭和47年）4月：自治省財政局地方債課長に就任。
- 1973年（昭和48年）8月：自治省財政局財政課長に就任。
- 1976年（昭和51年）12月：自治省大臣官房審議官（財政担当）に就任。
- 1979年（昭和54年）10月：自治省税務局長に就任。
- 1981年（昭和56年）6月：自治省大臣官房長に就任。
- 1982年（昭和57年）7月：自治省財政局長に就任。
- 1984年（昭和59年）7月：自治事務次官に就任。
- 1986年（昭和61年）
  - 7月：退官。
  - 8月：財団法人地方自治情報センター（現・地方共同法人地方公共団体情報システム機構）理事長に就任[6]。
- 1987年（昭和62年）：竹下内閣の内閣官房副長官（事務方）に就任。昭和天皇崩御への対応や新元号制定に携わる[7][8]。以後、村山内閣まで7つの内閣で副長官を務めた。当時としては歴代最長の在任期間であった。
- 1995年（平成7年）
  - 2月：退官。
  - 4月：東京都知事選挙に立候補するが落選。
  - 7月：災害救援ボランティア推進委員会の委員長に選出される。
- 1996年（平成8年）：財団法人埼玉県産業文化センター理事長に就任[9]。
- 1997年（平成9年）12月：「浦和市・大宮市・与野市合併推進協議会」（任意協議会）の会長に就任[10]。
- 2000年（平成12年）：勲一等旭日大綬章受章。アジア女性基金副理事長。
- 2003年（平成15年）
  - 7月：災害救援ボランティア推進委員会の会長に選出される。
  - 9月12日：桐生市、太田市、尾島町、新田町による「東毛地域合併協議会」（法定協議会）の会長に就任[11]。
- 2006年（平成18年）11月13日 - 2007年（平成19年）2月27日：国家安全保障に関する官邸機能強化会議委員（座長）。
- 2010年（平成22年）3月時点：財団法人地方自治研究機構会長、災害救援ボランティア推進委員会会長、NPO法人防災情報機構最高顧問、NPO法人日本防災士機構最高顧問。
- 2023年（令和5年）1月29日：多臓器不全のため死去[12]。96歳没。死没日付をもって正三位に叙された[13]。

## その他役職
- 財団法人日本レクリエーション協会副会長
- 財団法人日本法制学会会長
- 特定非営利活動法人国土空間データ基盤推進協議会会長
- 財団法人SBI子ども希望財団理事
- 財団法人社会経済生産性本部理事
- 特定非営利活動法人防災情報機構最高顧問
- 特定非営利活動法人日本防災士機構最高顧問
- 社団法人日本躾の会名誉会長
- 財団法人アジア福祉教育財団理事
- 財団法人水府明徳会評議員
- 地方自治経営学会顧問
- 社団法人日本広報協会会長
- 社団法人海外広報協会理事
- 東京銀杏会会長
- 財団法人関信越音楽協会理事長
- クライシスマネジメント協議会会長

## 河野談話への関与
1993年に出された、慰安婦関係調査結果発表に関する河野内閣官房長官談話（河野談話）に官房副長官として関与。それから20年後の2014年2月20日に開かれた衆院予算委員会に参考人として出席し、この談話が元慰安婦とされる女性16人からのヒアリングを中心に作成したもので、「日本政府、日本軍が（慰安婦を）強制的に募集したことを裏付ける資料はなかった」と認めた。さらに同年4月2日の参院統治機構調査会では、「意に反する形で慰安婦とされた人たちがいるということを認めることで、韓国側もこれでこの問題を過去の問題に一応区切りをつけると。未来志向にいきましょうという条件ができると韓国側も言っておりまして、我々もそれを信じて談話を出したわけです」とその作成過程について述べている。

## エピソード
- 1988年9月17日、石原は官房副長官として竹下登首相に同行し、ソウルオリンピック開催中の大韓民国を訪問。盧泰愚韓国大統領から「せっかくですから（観戦も含め）韓国を視察して行って下さい」と持ちかけられたが、日本本国から「天皇陛下（昭和天皇）が9月18日の大相撲観戦を中止する」という連絡が入ったため、「これは容易ならざる事態になるかも知れない」と判断、石原も竹下首相と相談の上、日韓首脳会談を終えると同時に金浦国際空港から急いで日本へ帰国したことを語っている[7]。

## 著書
- 『まあ、いろいろありまして』（日本法制学会、1995年）
- 『官邸2688日―政策決定の舞台裏』（日本放送出版協会、1995年）
- 『首相官邸の決断―内閣官房副長官 石原信雄の2600日』（中央公論社、1997年）
- 『官かくあるべし―7人の首相に仕えて』（小学館、1998年）
- 『21世紀の地方自治を語る―分権型社会を担う人々へ』（ぎょうせい、2000年）
- 『権限の大移動―官僚から政治家へ、中央から地方へ』（かんき出版、2001年）
- 『市町村合併成功の秘訣―地方分権の更なる前進のために』（日本法制学会、2002年）
- 『石原信雄回顧談―官僚の矜持と苦節』（石原信雄回顧談編纂委員会編集、ぎょうせい、2018年）